# 棚卸資産
棚卸資産（たなおろししさん、英: inventory）は、会計用語の一つで、販売目的と何らかの形で結びついている財、またはサービスを指す。有形のものもあり、無形のもの（サービスなど）もある。販売を意図して保有しているものも、そうでないものもある。正常営業循環基準により、必ず流動資産となる。

## 分類
棚卸資産は棚卸しを行うことによってその有高が確定される費用性資産であり、下記4種類に分類される。なお棚卸高は棚卸評価額と同義語である。
- 通常の営業過程において販売するために保有する財貨又は用役（商品、製品）。
- 販売を目的として現に製造中の財貨又は用役（半製品、仕掛品）。
- 販売目的の財貨または用役を生産するために短期間に消費されるべき財貨（原材料、貯蔵品）。
- 販売活動および一般管理活動において短期間に消費されるべき財貨（消耗品）。

また企業会計基準では次の分類を定義している。
- 通常の販売目的で保有する棚卸資産
- トレーディング目的で保有する棚卸資産

### トレーディング目的で保有する棚卸資産
トレーディング目的で保有する棚卸資産は加工や販売ではなく市場での価格変動による利益獲得（トレーディング）を目的として保有する棚卸資産である。例として原材料・小売商品として利用しない金地金が挙げられる。
本資産はその性質から売買目的有価証券に関する取扱いに準じて扱われる。

## 評価
以下の条件分けによって決定される。
- トレーディング目的: 時価評価。金融商品のうち売買目的有価証券の会計に準ずる（9号15項）
- 市場販売目的のソフトウェア: 研究開発費の会計基準に準ずる
- 通常の販売目的（上記以外）: 以下参照

## 払出単価の計算方法
日本においては、企業会計基準第9号「棚卸資産の評価に関する会計基準」により、評価方法について以下の4種類を定めている。
1. 個別法（Specific identification method）
2. 先入先出法（First-in, First-out method）
3. 平均法
  - 総平均法（Weighted-Average method）
  - 移動平均法（Moving-average method）
4. 売価還元法
  - 売価還元平均原価法
  - 売価還元低価法

また、中小企業の会計指針並び会計要領で認められる税法上の手法として、
- 最終仕入原価法

がある。
日本の法人税法では、会計基準と異なり、原価法（取得価額をもって評価額とする方法）と低価法を選択適用できる。評価方法を選定しなかった場合又は選定した評価方法により評価しなかった場合は最終仕入原価法による原価法により評価する。その上で会計ルールに、洗替法と切放法がある。

### 日本での採用状況
|            | \| 把握方法 \| 決定方法 \| 採用企業数 \| \| ---------- \| ---------- \| ---------- \| \| 継続記録法 \| 個別法 \| 112 \| \| 継続記録法 \| 先入先出法 \| 69 \| \| 定期棚卸法 \| 移動平均法 \| 113 \| \| 定期棚卸法 \| 総平均法 \| 128 \| \| 定期棚卸法 \| 売価還元法 \| 22 \| \| \| 合計 \| 488 \| |            |
| 把握方法   | 決定方法 | 採用企業数 |
| 継続記録法 | 個別法 | 112        |
| 継続記録法 | 先入先出法 | 69         |
| 定期棚卸法 | 移動平均法 | 113        |
| 定期棚卸法 | 総平均法 | 128        |
| 定期棚卸法 | 売価還元法 | 22         |
|            | 合計 | 488        |

### 方法の解説

#### 個別法
個別法（Specific identification method）では、棚卸資産の原価を個別に評価する。販売目的で購入した商品が期末に売れ残った場合に、あらかじめ記録しておいた1つ1つ個別商品の購入単価によって売上原価（Cost of Goods Sold）と期末棚卸資産（Ending Inventory）を評価する。いわば単品管理である。
欠点として、計算が過度に煩雑になるため高価な商品が少数ある場合にしか事実上使用できないことがあげられる。加えて、個別法は利益操作が簡単に行なえてしまう。利益操作とは、会社が意図的に利益額を変動させることである。例えば、実際より仕入単価の小さな商品を売ったことにすれば、売上原価が小さくなり利益を大きくすることができる。逆に、実際より仕入単価の大きな商品を売ったことにすれば、売上原価が大きくなり利益を小さくすることができる。こういった操作により各期の納税額を意図的に変更して不正に税金を逃れる可能性があり、それを外部から見抜くには困難または不可能な場合が予想されるからである。以上2つの欠点がある。
計算例
期首棚卸資産（Beginning Inventory）が個数200個で5,000,000円分あった。当期仕入（Purchases）は6/20に20,000円の物を200個、10/18に29,000円の物を250個を購入しており、合計で11,250,000円分であった。
（20,000×200＋29,000×250＝11,250,000）
売上は400個であり、販売されたそれらの購入時の記録を調べれば、仕入れたのは6/20に20,000円の物が200個、10/18に29,000円の物が200個であった。
```
売上原価
　20,000×200＋29,000×200＝9,800,000 

期末棚卸資産
   ＝期首棚卸資産＋仕入れ－売上原価
                ＝5,000,000＋11,250,000－9,800,000
              ＝6,450,000
```

| 期首棚卸資産 | 200 |     |              |
|              |     | 400 | 売上原価     |
|              |     |     |              |
| 仕入         | 450 |     |              |
|              |     | 250 | 期末棚卸資産 |

| 期首棚卸資産 | 5,000  |       |              |
|              |        | 9,800 | 売上原価     |
|              |        |       |              |
| 仕入         | 11,250 |       |              |
|              |        | 6,450 | 期末棚卸資産 |

#### 先入先出法
先入先出法（First-in, First-out method、FIFO、ファイフォ）では、実際の物の流れとは無関係に先に仕入れた物から売れてゆくと考える。このため、在庫は常に後から仕入れた物だけが残っていると仮定して、期末棚卸資産（Ending Inventory）を評価する。
物価上昇時には売上原価が小さくなり売上総利益（Gross Margin）が大きくなるという特徴がある。物価が上昇すると最近仕入れた商品の販売単価が大きくなるために、売上原価（Cost of Goods Sold）が小さくなる。売上原価が小さくなると、売上金額が一定であるので売上総利益が大きくなる。このことは損益の計算において考慮されねばならない。
また、期末棚卸資産が時価に比較的近くなるという特徴がある。期末に在庫として残っている商品は最近購入した物の割合が高いためである。
計算例
期首棚卸資産（Beginning Inventory）が個数200個で5,000,000円分あった。当期仕入（Purchases）は6/20に20,000円の物を200個、10/18に29,000円の物を250個を購入しており、合計で11,250,000円分であった。（20,000×200＋29,000×250＝11,250,000）
売上は400個であった。
- 期末在庫250個の内、最後に購入したのは10/18に単価29,000円の250個の分である。

```
期末棚卸資産
  ＝ 29,000×250
     　　      ＝ 7,250,000
              

売上原価
　    ＝ 期首棚卸資産＋仕入れ－期末棚卸資産
               ＝ 5,000,000+11,250,000-7,250,000
             ＝ 9,000,000 
```

| 期首棚卸資産 | 200 |     |              |
|              |     | 400 | 売上原価     |
|              |     |     |              |
| 仕入         | 450 |     |              |
|              |     | 250 | 期末棚卸資産 |

| 期首棚卸資産 | 5,000  |       |              |
|              |        | 9,000 | 売上原価     |
|              |        |       |              |
| 仕入         | 11,250 |       |              |
|              |        | 7,250 | 期末棚卸資産 |

#### 総平均法
総平均法（Weighted-Average method）では、合計金額を総数で割って総平均単価（Average unit cost）を算出し、これに期末に残っている個数を掛けることで期末棚卸資産（Ending Inventory）とする方法である。
計算例
期首棚卸資産（Beginning Inventory）が個数200個で5,000,000円分あった。当期仕入（Purchases）は6/20に20,000円の物を200個、10/18に29,000円の物を250個をそれぞれ購入しており、合計で11,250,000円分であった。（20,000×200＋29,000×250＝11,250,000） 
| 総平均単価 ＝ | 期首棚卸資産（5,000,000円） ＋ 当期仕入れ高（11,250,000円） |
| 総平均単価 ＝ | 期首棚卸資産の個数（200個） ＋ 当期仕入れの個数（450個）    |
| ＝            | 25,000円                                                    |

総平均単価が求められれば、あとは売上数量と期末棚卸資産の数量に総平均単価を乗ずれば、売上原価と期末棚卸資産の金額が求められる。
```
売上原価
　　　＝ 総平均単価 × 売上数量
　　　　　　　　　＝ 25,000×400
　　　　　　　　　＝ 10,000,000 

期末棚卸資産
　＝ 総平均単価 × 期末棚卸資産の個数
                　＝ 25,000 × 250個
                  ＝ 6,250,000
         または　＝ 期首棚卸資産＋仕入れ－売上原価
                  ＝ 5,000,000＋11,250,000－10,000,000
                ＝ 6,250,000
```

| 期首棚卸資産 | 200 |     |              |
|              |     | 400 | 売上原価     |
|              |     |     |              |
| 仕入         | 450 |     |              |
|              |     | 250 | 期末棚卸資産 |

| 期首棚卸資産 | 5,000  |        |              |
|              |        | 10,000 | 売上原価     |
|              |        |        |              |
| 仕入         | 11,250 |        |              |
|              |        | 6,250  | 期末棚卸資産 |

#### 移動平均法
移動平均法（Moving-average method）は平均単価を計算する点で総平均法に似ているが、総平均法が期末に一括して平均単価を求めるのに対して、移動平均法では期中で商品を仕入れる度に平均単価を計算しなおす（Recalculated）。移動平均法の「移動」は時間軸に対する移動である。
移動平均法は期中でも常に売上原価が把握できるため、管理会計としては有益であり、財務会計としても期末の結果が予想できるのは良い点である。ただこの実現の為には頻繁な計算が求められる（継続記録法）ために採用は困難なことが考えられる。
計算例
期首棚卸資産（Beginning Inventory）が個数200個で5,000,000円分あった。当期仕入（Purchases）は6/20に20,000円の物を200個、10/18に29,000円の物を250個を購入しており、合計で11,250,000円分であった。（20,000×200＋29,000×250＝11,250,000）
売上は400個であった。
| 購入と販売                                                          | 単価計算                                         |
| ------------------------------------------------------------------- | ------------------------------------------------ |
| 4/1 期首在庫（Beginning Inventory）は200個、5,000,000円分であった。 | 5,000,000／200＝25,000                           |
| 6/20 単価20,000円の物を200個購入した。                              | （25,000×200＋20,000×200）／（200＋200）＝22,500 |
| 7/10 商品を100個販売した。                                          | （22,500×400－22,500×100）／（400－100）＝22,500 |
| 10/18 単価29,000円の物を250個を購入した。                           | （22,500×300＋29,000×250）／（300＋250）≒25,454  |
| 11/5 商品を300個販売した。                                          | （25,454×550－25,454×300）／（550－300）＝25,454 |

※販売時において原価は変わらないため、再計算が必要なのは商品の購入時である。
```
期末棚卸資産
  ＝ 25,454×250
     　　      ＝ 6,363,500
              

売上原価
　    ＝ 期首棚卸資産＋仕入れ－期末棚卸資産
               ＝ 5,000,000+11,250,000-6,363,500
             ＝ 9,886,500
```

| 期首棚卸資産 | 200 |     |              |
|              |     | 400 | 売上原価     |
|              |     |     |              |
| 仕入         | 450 |     |              |
|              |     | 250 | 期末棚卸資産 |

| 期首棚卸資産 | 5,000  |         |              |
|              |        | 9,886.5 | 売上原価     |
|              |        |         |              |
| 仕入         | 11,250 |         |              |
|              |        | 6,363.5 | 期末棚卸資産 |

#### 売価還元法
売価還元法は仕入、売上、残高は数量の管理を行なうだけで価格は期中は考慮せず、期末に各商品の値札から実地棚卸高を求めて、各商品グループごとの原価率を乗じて取得原価による棚卸高を逆算する方法である。
売価還元法は原価率を求める計算式の違いで2つに分かれる。
- 売価還元平均原価法
- 売価還元低価法

売価還元平均原価法の計算式
| 各商品グループごとの原価率 ＝ | 期首棚卸資産 ＋ 当期仕入れ高                                                                        |
| 各商品グループごとの原価率 ＝ | 期首棚卸資産の小売価格 ＋ 当期仕入価格 ＋ 原初値入額 ＋ 値上額 － 値上取消額 － 値下額 + 値下取消額 |

売価還元低価法の計算式
（売価還元平均原価法の計算式から値下額と値下取消額を省いたものである。）
| 各商品グループごとの原価率 ＝ | 期首棚卸資産 ＋ 当期仕入れ高                                                 |
| 各商品グループごとの原価率 ＝ | 期首棚卸資産の小売価格 ＋ 当期仕入価格 ＋ 原初値入額 ＋ 値上額 － 値上取消額 |

## 棚卸減耗
棚卸減耗（英: inventory depletion）は帳簿上の資産数が減少することによる棚卸資産の減耗である。実地棚卸による資産数の把握によって認識される。
棚卸減耗損は棚卸資産の減耗に対応する勘定科目である。棚卸減耗費とも呼ばれる。
損益計算において、棚卸減耗損はその性質（例: 原価性・営業性）にあわせて売上原価・販管費・営業外費用・特別損失のいずれかに分類される。例えば誤注文による食品ロスは注文数に比例して不可避におこるため原価性があり売上原価に計上されうるし、台風による倉庫倒壊で在庫が全滅した場合は営業と無関係におきた事象による大きな損失であるため特別損失に計上されうる。

## 会計基準
棚卸資産の会計処理は各会計基準によって規定される。

### 日本
日本における棚卸資産の会計処理は企業会計基準第9号「棚卸資産の評価に関する会計基準」によって規定される（第9号2020修正版）。